# بيت سيئ السمعة
بيت سيئ السمعة هي مجموعة قصصية من تأليف الأديب المصري الحاصل على جائزة نوبل في الأدب نجيب محفوظ صدرت أوّل مرة في عام 1965، وتحولت إحدى قصصها إلى سهرة تليفزيونية من إخراج المخرج المصري كمال الشامي بعنوان «بيت سيئ السمعة» وقام ببطولتها أحمد مرعي وزيزي البدراوي ومحمد صبحي.

## عن الكتاب
يتألف الكتاب من مجموعة قصصية تضمّ ثمانية عشر قصة تتباين في حجمها ما بين القصة القصيرة والرواية القصيرة أو النوفيلا، وتحمل القصص القصيرة التي يحتويها الكتاب عناوينًا مثل:
- قبيل الرحيل
- حلم نص اليل
- قوس قزح
- الصمت
- بيت سيئ السمعة
- القهوة الخالية
- كلمة في السر
- الخوف
- الرماد
- الختام
- سوق الكانتو
- وجهًا لوجه
- الهارب من الإعدام
- سائق القطار
- لونابارك
- موجة حر
- عابرو السبيل
- يوم حافل

## أبحاث أكاديمية ودراسات نقدية حول الكتاب
كانت قصص مجموعة بيت سيئ السمعة موضوعًا للتحليل في عدد من الأبحاث الأكاديمية والدراسات النقديّة، ومنها:
- دراسة بعنوان «القهوة الخالية والصراع على الحياة : قراءة في مجموعة بيت سئ السمعة» أعدها الكاتب محمود محمد عطية نشرتها مجلة إبداع التي تصدرها الهيئة المصرية العامة للكتاب في عددها رقم 20 الصادر في عام 2011.[5]

## روابط خارجية
- صفحة الكتاب على موقع جود ريدز
- صفحة الكتاب على موقع أبجد